# Hoplotriclis pallasii
Hoplotriclis pallasii är en tvåvingeart som först beskrevs av Christian Rudolph Wilhelm Wiedemann 1828.  Hoplotriclis pallasii ingår i släktet Hoplotriclis och familjen rovflugor. Inga underarter finns listade i Catalogue of Life.